# Jubilé d'argent
Pour les articles homonymes, voir Jubilé.

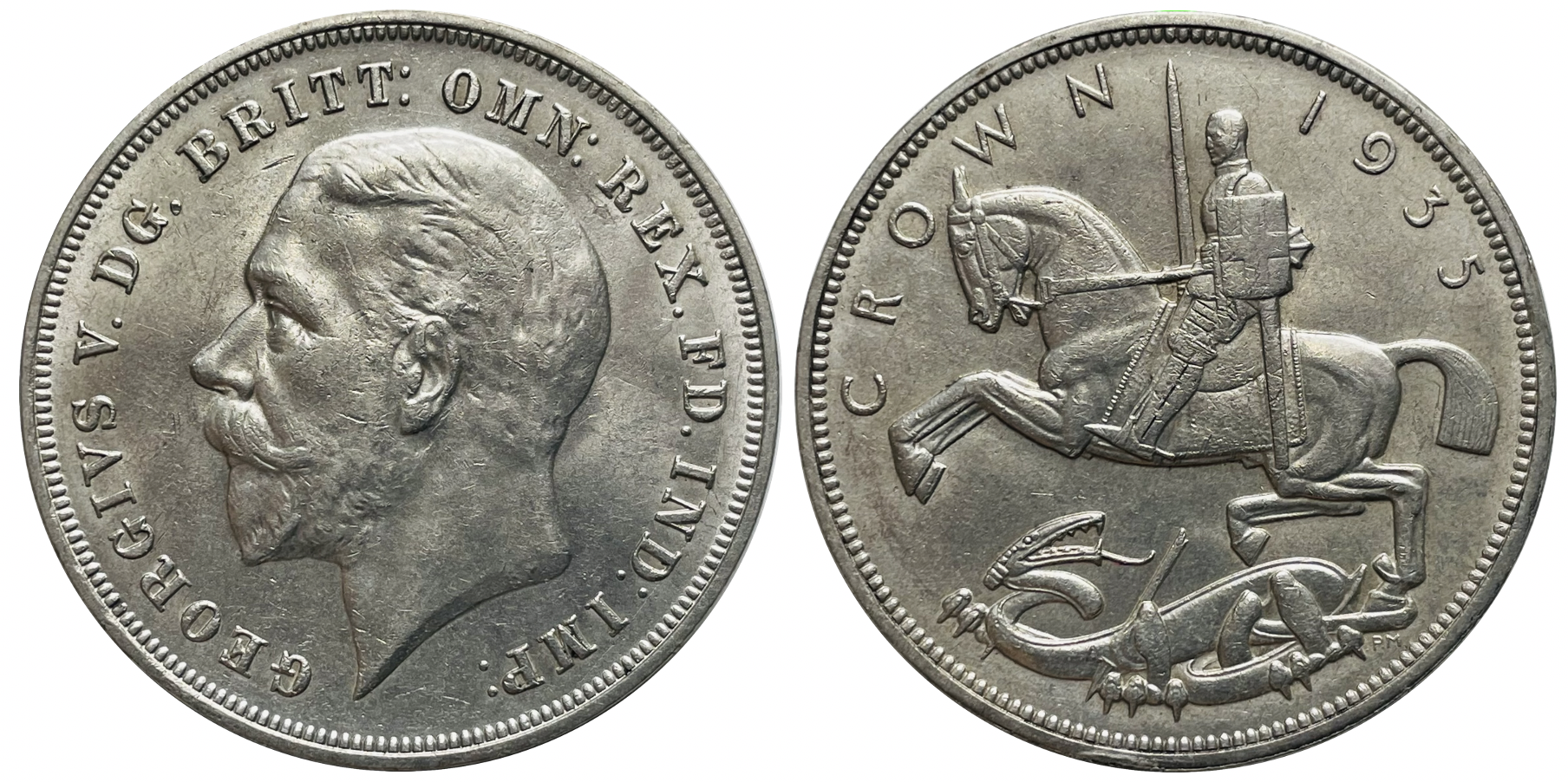
Pièce en argent du Royaume-Uni pour le jubilé d'argent de George V (1935)

Un jubilé d'argent est la célébration du vingt-cinquième anniversaire d'un événement ou d'un règne. L'expression est principalement utilisée dans le monde anglophone (Silver Jubilee).

## Jubilés d'argent dans l'histoire contemporaine
- L'empereur François-Joseph Ier d'Autriche a célébré son jubilé d'argent le 2 décembre 1873.
- L'empereur Guillaume Ier d'Allemagne a célébré son jubilé d'argent le 2 janvier 1886, en tant que roi de Prusse.
- Le roi Georges Ier de Grèce a célébré son jubilé d'argent le 30 mars 1888.
- Le roi Oscar II de Suède et de Norvège a célébré son jubilé d'argent le 18 septembre 1897.
- Le sultan Abdulhamid II de l'Empire ottoman a célébré son jubilé d'argent le 31 août 1901.
- L'empereur Guillaume II d'Allemagne a célébré son jubilé d'argent le 15 juin 1913.
- Le roi George V a célébré son jubilé d'argent en 1935. Un train a été nommé Silver Jubilee en l'honneur de cet événement. Un certain nombre de parcs publics ont été ouverts en Grande-Bretagne à cette époque avec le titre Silver Jubilee Park ou Parc du Cinquantenaire.
- L'empereur Hailé Sélassié d'Éthiopie a célébré son jubilé d'argent le 2 novembre 1955.
- Le roi Bhumibol de Thaïlande a célébré son jubilé d'argent le 9 juin 1971.
- La reine Juliana des Pays-Bas a célébré son jubilé d'argent en 1973.
- La reine Élisabeth II a célébré son jubilé d'argent en 1977. Une ligne de métro à Londres (ouverte deux ans plus tard) a été nommée Jubilee line en l'honneur de cet événement.
- Alhaji (Dr.) Ado Bayero, l'émir de Kano, au Nigeria, a célébré son jubilé d'argent en juin 1988.
- Le pape Shenouda III d'Alexandrie a célébré son jubilé d'argent en 1996.
- La reine Margrethe II de Danemark a célébré son jubilé d'argent le 14 janvier 1997.
- Le roi Charles XVI Gustave de Suède a célébré son jubilé d'argent le 15 septembre 1998.
- Le roi Juan Carlos Ier d'Espagne a célébré son jubilé d'argent le 22 novembre 2000.
- Le pape Jean-Paul II a célébré son jubilé d'argent en 2003.
- La reine Beatrix des Pays-Bas a célébré son jubilé d'argent le 29 avril 2005.
- Le sultan Azlan Muhibuddin Shah en Malaisie a célébré son jubilé d'argent le 3 février 2009.
- L'empereur Akihito du Japon a célébré son jubilé d'argent le 7 janvier 2014.
- Le roi Harald V de Norvège a célébré son jubilé d'argent en 2016.

## Terminologie du film sud-asiatique
Au Pakistan et en Inde, un film est dit jubilé d'argent lorsque ce dernier est affiché en permanence dans les salles de cinéma dans une ville pour 25 semaines.